# Ankistrus varia
Ankistrus varia är en insektsart som beskrevs av Tsaur 1991. Ankistrus varia ingår i släktet Ankistrus och familjen kilstritar. Inga underarter finns listade i Catalogue of Life.